# Johann Andreas Lobenwein
Johann Andreas Lobenwein (* 30. November 1758 in Wien; † 12. Januarjul. / 24. Januar 1820greg. in Wilna) war ein Mediziner, der in Riga, Sankt Petersburg und Wilna wirkte.

## Leben
Lobenwein studierte bis 1782 in seiner Geburtsstadt Wien und ging 1783 mit seinem Lehrer Joseph Jakob von Mohrenheim für zwei Jahre nach Sankt Petersburg, um an der Gründung eines Medizinisch-chirurgischen Instituts mitzuwirken.
Anschließend wechselte er an die Universität Jena, wo er 1785 mit der Schrift De paracentesi thoracis promoviert wurde. Er wurde dann Bezirksarzt in Riga und folgte 1787 einem Ruf an die Universität Wilna, wo er bis zu seinem Tod im Jahr 1820 als Professor der Anatomie und Physiologie lehrte. Unterbrochen wurde diese Tätigkeit ab 1812 mit Beginn des Russlandfeldzuges Napoleons. Er verließ Wilna und war bis 1815 in Sankt Petersburg tätig. 1814 wurde er zum korrespondierenden Mitglied der Russischen Akademie der Wissenschaften gewählt. Nach seiner Rückkehr 1815 wurde er wieder Dekan des Fachbereiches Medizin, diese Funktion hatte er bereits bis 1807 ausgeübt.